# Dopamintransporter
Der Dopamintransporter (DAT) ist ein Protein der Zellmembran, das den Transport des Hormons und Neurotransmitters Dopamin in die Zelle ermöglicht. Damit bewerkstelligt es als Transportprotein, das zur Familie der Natrium-Neurotransmittersymporter gehört, die Entfernung von freigesetztem Dopamin aus dem synaptischen Spalt. Hierdurch wird die Wirkung von Dopamin beendet.
Eine Hemmung der Dopamintransporter oder gar eine Umkehr ihrer Transportrichtung ist für die Wirkung einiger  Psychostimulanzien wie Methylphenidat, Kokain und Methamphetamin mitverantwortlich. Einige Antidepressiva agieren am Dopamintransporter, z. B. Bupropion.
Die Transportgleichung lautet:
Dopamin (außen) + Na+ (außen)  {\displaystyle \longrightarrow }  Dopamin (innen) + Na+ (innen)
Der zelleinwärts gerichtete Transport des Dopamins wird als ein sekundär aktiver Prozess durch die Natrium-Kalium-ATPase angetrieben.

## Vorkommen
Dopamintransporter finden sich dort, wo Neurone Dopamin präsynaptisch freisetzen. Dies umfasst z. B. die Substantia nigra und die Area tegmentalis ventralis. Aber auch in peripheren Organen und in peripheren Nervenzellen wird der DAT exprimiert.

## Genetik
Der humane Dopamintransporter wird durch ein als SLC6A3 bezeichnetes Gen auf dem Chromosom 5 im Genlocus p15.3 kodiert. Das Gen enthält 15 verschiedene Exons. Verschiedene Polymorphismen im Gen werden mit einigen Krankheitsbildern, z. B. Depressionen, in Verbindung gebracht.

## Biochemie

### Struktur
Der Dopamintransporter ist ein Transmembranprotein, für das, wie für andere Proteine aus der Familie der Natrium-Neurotransmittersymporter, eine aus zwölf die Zellmembran durchspannenden Helices bestehende Struktur angenommen wird. Dieses Strukturmerkmal konnte zuvor bereits mit Hilfe der Kristallstrukturanalyse für verwandte bakterielle Transporter, wie der Lactosepermease, dem Glycerol-3-Phosphat-Transporter und dem Leucin-Transporter, nachgewiesen werden.

## Funktion
Der Dopamintransporter ist für den Transport von Dopamin aus dem Extrazellularraum in den Intrazellularraum verantwortlich. Im Nervensystem sorgt der Transporter durch Wiederaufnahme von Dopamin aus dem synaptischen Spalt für die Beendigung der Dopaminwirkung.